# Christuskirche (Salzgitter-Gitter)

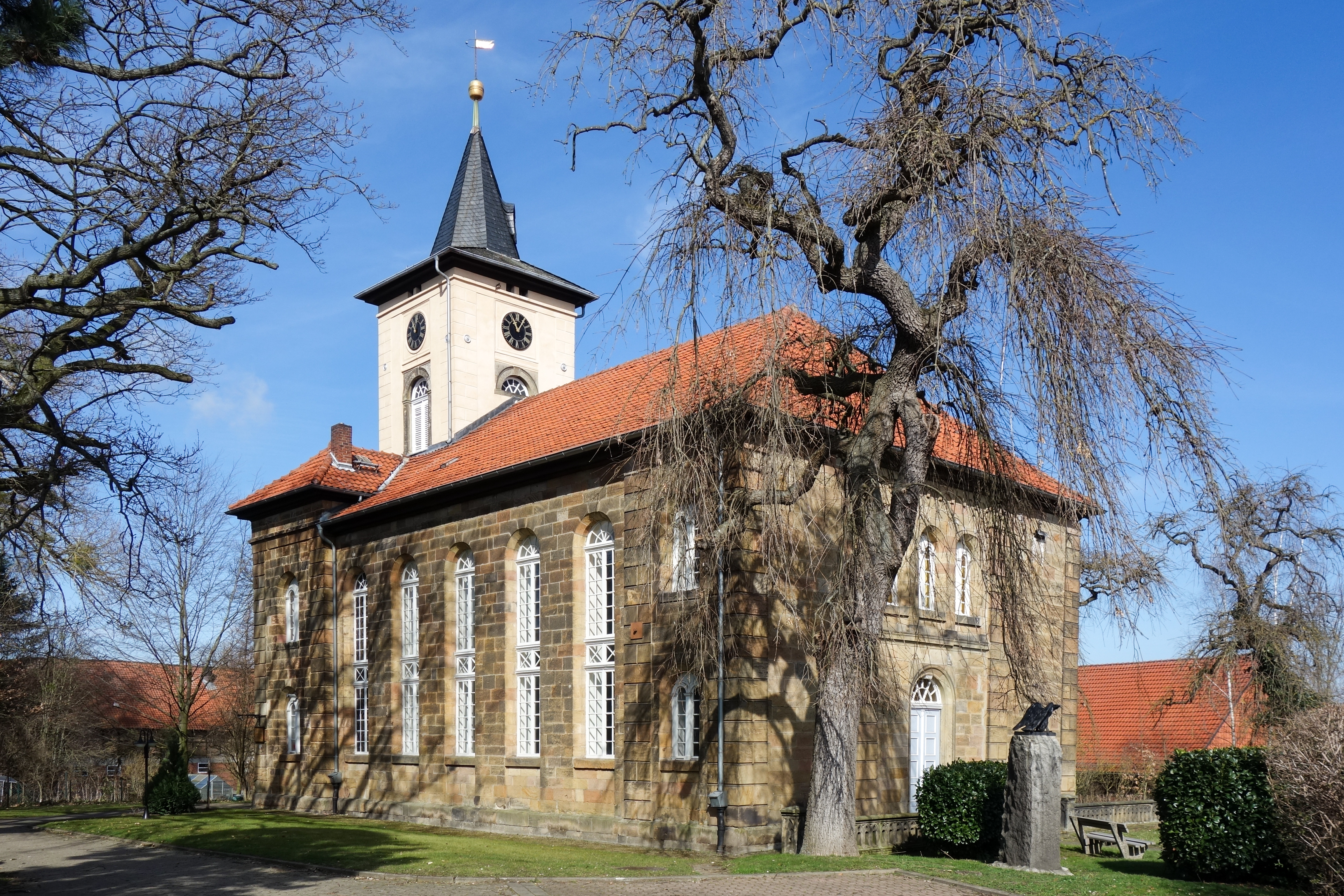
Christuskirche von Salzgitter-Gitter, Aufnahme 2018

Die Christuskirche ist eine evangelisch-lutherische Kirche in Gitter, einem Stadtteil im Süden von Salzgitter. Zur Kirchengemeinde gehört auch der Stadtteil Hohenrode. Mit diesem bildet sie die Kirchengemeinde „Christuskirche Gitter und Hohenrode“ und gehört zur Propstei Salzgitter-Bad.

## Geschichte

### Kirchengemeinde
Gegen Ende des 8. Jahrhunderts begann unter Karl dem Großen die Missionierung des Sachsenlandes. Ausgangspunkt war das Kloster zu Fulda, das 744 durch Sturmi im Auftrag von Bonifatius gegründet worden war. Die große Taufperiode begann 778 mit einer Massentaufe bei Ohrum an der Oker. Die Missionsaufgabe Fuldas endete, als 815 das Bistum Hildesheim durch Ludwig den Frommen gegründet wurde.
Zur Verwaltung war das Bistum in Archidiakonate eingeteilt, denen jeweils ein Archidiakon als Stellvertreter des Bischofs vorstand. Im Bistum Hildesheim wurden im 12. Jahrhundert 41 Orte als Mittelpunkt solcher Archidiakonate genannt, darunter auch Gitter und das benachbarte Ringelheim. Die Kirche von Gitter war Mutterkirche für die Kirchen von Hohenrode, Kniestedt, Veppstedt und später auch von Salzgitter(-Bad).
Mit dem Aufstieg der Salzstadt Salzgitter im 15. Jahrhundert wurde der Sitz des Archidiakonats von Gitter nach Salzgitter verlegt. Genau datieren lässt sich dieser Vorgang nicht. Aber um 1530 war diese Wandlung schon vollzogen, denn der damalige Pfarrer Gerhard Krüger (vielfach auch Kröger) musste auf Anordnung des Herzogs Heinrich dem Jüngeren seinen Wohnsitz nach Salzgitter verlegen. Für die nächsten fast 430 Jahre hatte kein Pfarrer mehr seinen Wohn- und Amtssitz in Gitter, die Kirche in Gitter hatte sich so von einer Mutter- zu einer Filialkirche gewandelt.
Aus der Regierungszeit Herzogs Julius (1568–1589), der 1568 die Reformation in seinem Land durchsetzte, stammt die Einrichtung von General- und Spezialsuperintendenturen für das kirchliche Leben. Zusammen mit den Kirchen in Ringelheim, Groß Mahner, Kniestedt, Beinum, Flachstöckheim und Ohlendorf zählte Gitter mit Hohenrode damals zur Spezialsuperintendentur Salzliebenhalle, die wiederum der Generalsuperintendentur Gandersheim angehörte. 
Einer der Pfarrer war Georg Tappe, der 1557 bis 1587 Pfarrer war und ab 1569 auch Spezialsuperintendent von Salzgitter, damit war er auch für Gitter zuständig. Tappe gehörte damals zu den wenigen Pfarrern, die auch nach der Reformation im Amt bleiben konnten. In seinem umfangreichen Kirchenbuch von 1573 betätigte Tappe sich auch als Geschichtsschreiber, von ihm stammen das erste Einwohnerverzeichnis von 1573 und ausführliche Aufzeichnungen aus dem Leben der Einwohnerschaft zu seiner Zeit.
Mit der Berufung von Pfarrer Johannes Liebau (Amtszeit 1955–1973) wurde Gitter erstmals seit 1530 wieder zu einer selbstständigen Pfarrstelle. Die Gemeinde erhielt dazu 1959 ein neues Pfarrhaus. Die Eigenständigkeit der Kirche in Gitter wechselte danach mehrfach und Gitter wurde zeitweilig durch eine zweite Pfarrstelle der Mariae-Jacobi-Gemeinde aus Salzgitter-Bad betreut.
Anfang 2018 bildet die Gemeinde mit den evangelischen Gemeinden von Salzgitter-Bad den „Kirchenverband Salzgitter-Bad mit Gitter und Hohenrode“, die vier Kirchengemeinden bleiben aber weiter selbstständig. Ende 2022 schloss sich die Kirchengemeinde von Groß Mahner an, seit dem 1. Januar 2023 bilden diese Gemeinden die „Evangelisch-lutherische Kirchengemeinde Trinitatis“.

### Baugeschichte

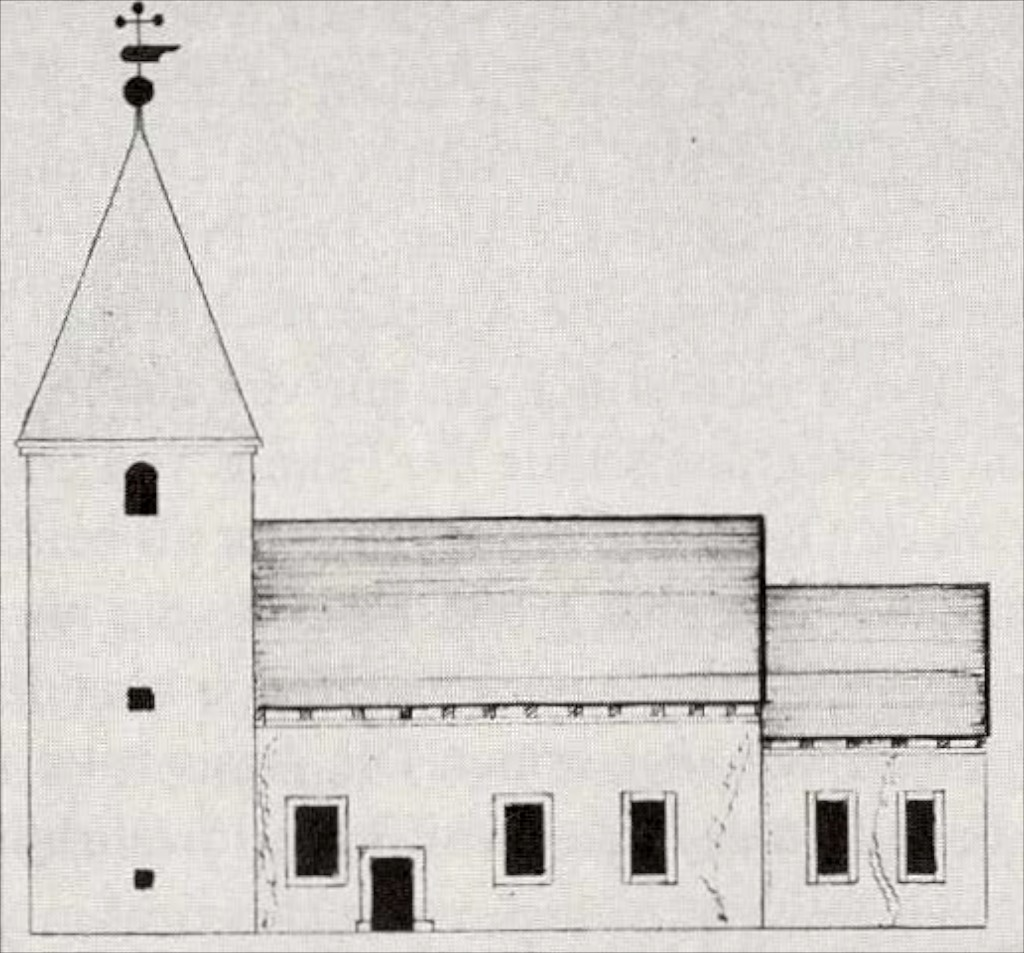
Georgskirche zu Gitter – Zeichnung von 1820

Spätestens im 12. Jahrhundert stand schon die erste Kirche in Gitter. Wie ein um 1820 gezeichneter Plan dieser Kirche belegt, handelte es sich um eine Wehrkirche, die etwa 26 m lang war und deren quadratischer Turm 23 m hoch war. Die Kirche war wahrscheinlich dem Heiligen Georg gewidmet, darauf deutet jedenfalls der Name „Georgenberg“ hin, der zum Besitz der Kirche zählte. Belegt ist eine große Reparatur dieser Kirche von 1679, als der Kirchturm eine neue Spitze und einen Wetterhahn erhielt. Der Kirchturm musste 1771 noch einmal erneuert werden, nachdem dieser durch ein Gewitter schwer beschädigt worden war.
Wegen Baufälligkeit der alten Kirche wurde ab 1820 ein Neubau erwogen. Mit der Planung wurde zuerst der Baumeister Kratzenberg beauftragt, dessen Pläne wurden aber nicht umgesetzt. Einen weiteren Entwurf hatte der hannoversche Baumeister Ludwig Hellner 1828 vorgelegt und 1840 überarbeitet. Die alte Georgskirche wurde dann 1844 abgerissen und an deren Stelle eine neue Kirche nach Hellners Plan errichtet, die 1846 fertiggestellt wurde. Dieser spätklassizistische Bau ist in äußerlich unveränderter Form bis heute erhalten geblieben. Die Kosten für den Neubau betrugen 6000 Taler und wurden allein von der Gemeinde aufgebracht. Das neue Gebäude ist in Ost-West-Richtung 20,70 m lang und in Nord-Süd-Richtung 13,70 m breit. Die Kirche bot 350 Sitzplätze und war damit für den damals 547 Einwohner zählenden Ort sehr groß ausgelegt. Seit dem 150-jährigen Jubiläum am 1. September 1996 trägt die Kirche den Namen „Christuskirche“.

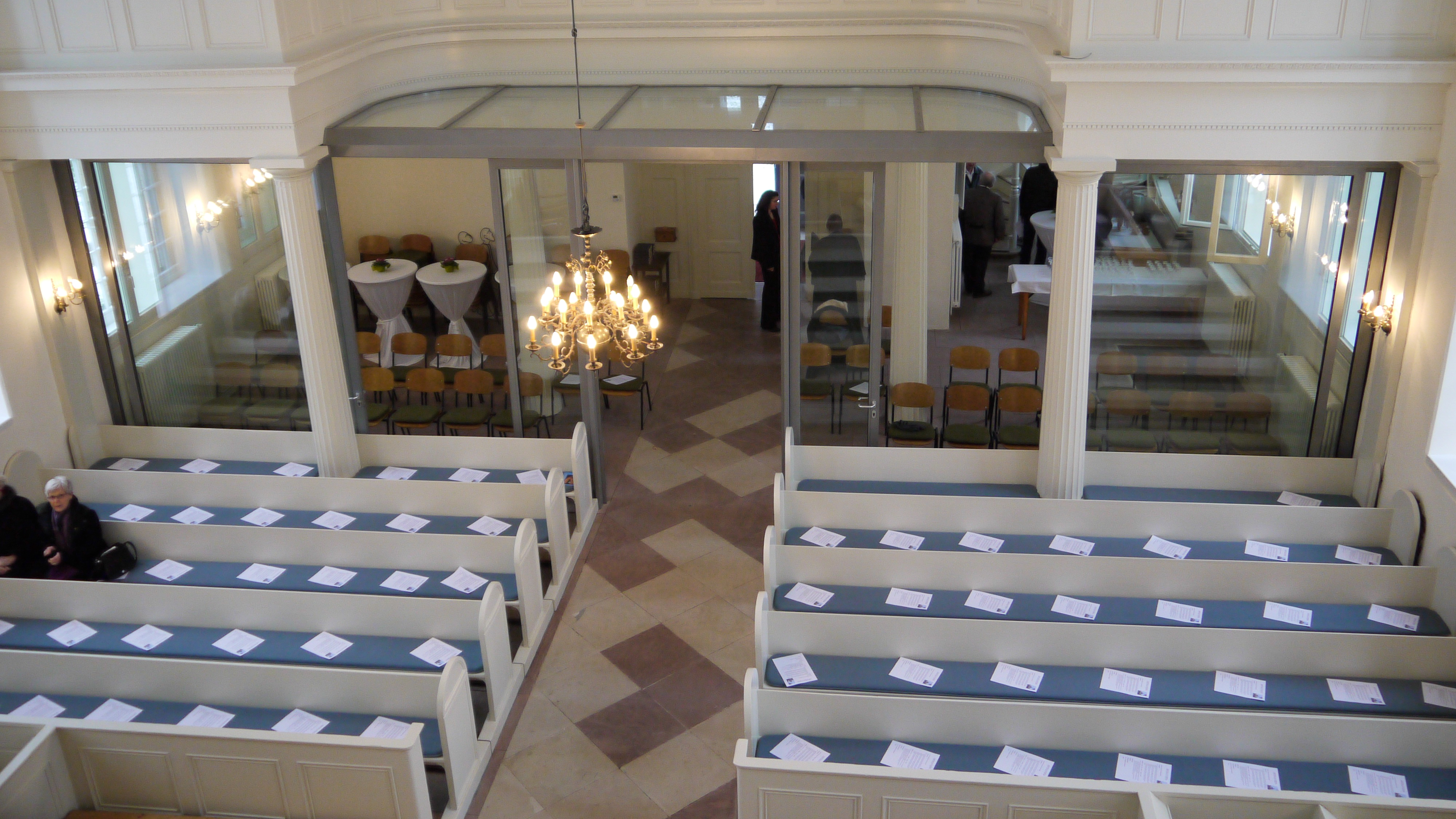
Innenraum mit dem neuen Gemeinderaum unter der Empore

Zum 1. März 2014 wurden das Gemeindehaus und das Pfarrhaus verkauft. Als Ersatz wurde in der Kirche der Bereich unter der Orgelempore durch eine Glaswand abgetrennt, dieser erhielt eine eigene Heizungsanlage und wird als Gemeinderaum und Winterkirche genutzt. Bei Bedarf kann dieser Bereich durch Öffnen der Schiebetüren in den Kirchenraum einbezogen werden, dann stehen 120 Sitzplätze zur Verfügung. Beim Umbau wurde auch der Innenraum der Kirche renoviert, die Steinplatten des Fußbodens wurden wieder freigelegt und die früher hellgelben und später hellgrünen Wände wurden wieder weiß gestrichen.

## Einrichtung der Kirche

### Glocken

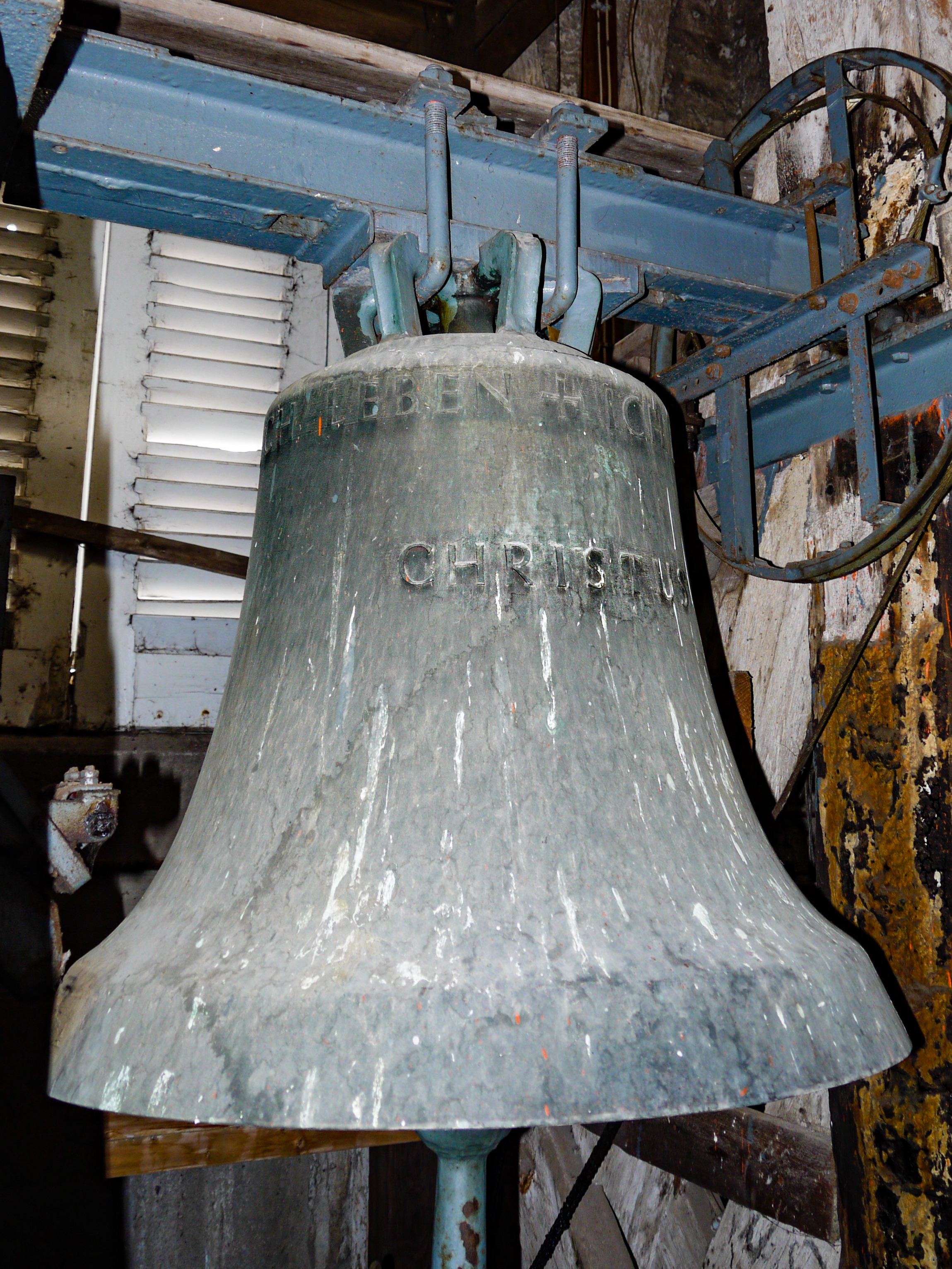
Christusglocke

Eine Skizze der 1844 abgebrochenen Kirche zeigt, dass auch diese schon drei Glocken hatte. Wann diese aber angeschafft wurden, ist nicht überliefert. Eine erste schriftliche Erwähnung gibt es in einem Kirchenrechnungsbuch von 1798, in dem eine Ausgabe für das Glockenschmieren vermerkt ist. Und 1805 wird berichtet, dass eine der beiden kleinen Glocken gesprungen sei.
Für den Neubau der Kirche wurde die große Glocke der alten Kirche eingeschmolzen und neu gegossen und es wurden zwei kleine Glocken hinzugekauft. Die beiden kleineren mussten schon 1871 ersetzt werden, da sie unbrauchbar geworden waren. Im Ersten Weltkrieg wurden zwar zwei der Glocken enteignet, diese wurden aber nicht abgeholt und konnten so in der Kirche verbleiben. Als 1938 kein geeigneter Nachfolger zum Läuten der Glocken gefunden wurde, beschloss der Kirchenvorstand die Anschaffung einer elektrischen Läuteanlage. Im Zweiten Weltkrieg mussten 1942 zwei der drei Glocken abgegeben werden und wurden eingeschmolzen. Die verbliebene Glocke wurde 1952 eingeschmolzen und es wurden drei neue Bronzeglocken bestellt. Da der Kirchturm Bergbauschäden aufwies, die erst gesichert werden mussten, dauerte es noch bis zum 30. September 1955, bis die neuen Glocken gewidmet werden konnten, sie tragen die Namen Christus, Paulus und Luther.

### Turmuhr
Bereits die alte Georgskirche hatte eine Kirchturmuhr, darauf verweist ein Eintrag im Kirchenbuch von 1681. Vermutlich hatte diese Uhr aber kein Ziffernblatt, die Zeit wurde den Bürgern vielmehr durch ein Schlagwerk angezeigt. Nach dem Neubau der Kirche dauerte es noch fünf Jahre, bis die Gemeinde genügend Geld für eine neue Uhr angespart hatte. Erst 1851 konnte die vom Uhrmacher Weule gefertigte Turmuhr in Betrieb genommen werden. Diese hielt aber nur bis 1905, dann konnte sie nicht mehr repariert werden und musste durch eine neue Uhr ersetzt werden. Deren mechanisches Uhrwerk wurde 1976 durch einen elektrischen Antrieb ersetzt, der auch die Läuteanlage der Glocken steuert.

### Orgel

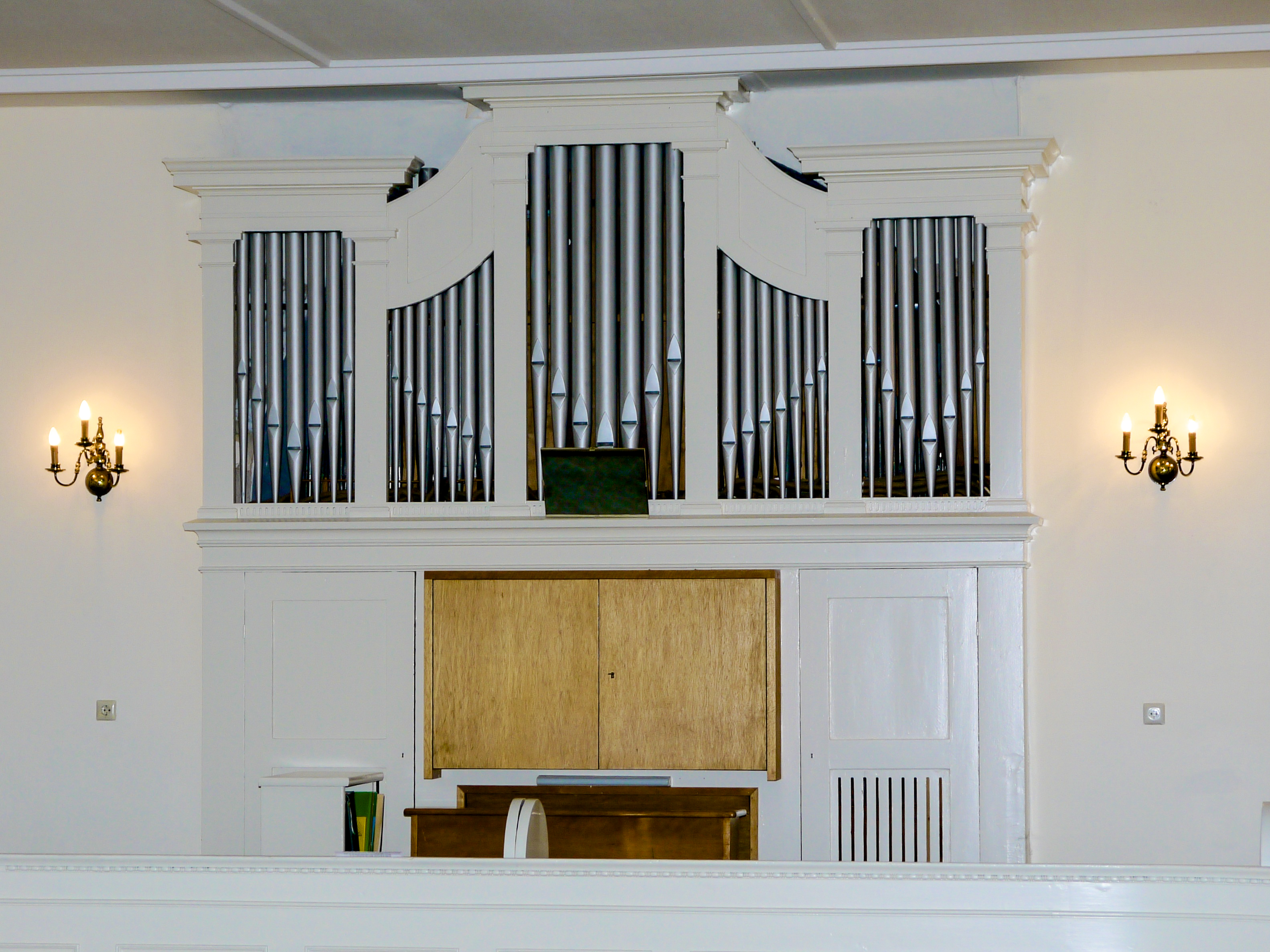
Orgel

Bei der Einweihung der neuen Kirche im Jahr 1846 musste die Gemeinde noch ohne Orgel auskommen. Wie die Inschrift auf einer Orgelpfeife angibt, wurde diese erst im April 1847 durch den Orgelbaumeister Breust aus Goslar fertiggestellt. Es handelt sich um eine Schleifladenorgel mit einem Manual. Sie besitzt 12 Register und 669 Metall- und Holzpfeifen.
Im Ersten Weltkrieg mussten 35 Prospektpfeifen wegen ihres hohen Zinngehaltes zu Kriegszwecken abgegeben werden, sie wurden erst 1949/50 wieder ersetzt. Schon vorher, im Mai 1929, hatte die Orgel ein elektrisches Gebläse erhalten, damit hatten die alten durch „Orgeljungen“ betriebenen Keilbälge zur Versorgung der Orgel mit Wind ausgedient. Eine umfangreiche Reparatur war 1954/55 erforderlich, nachdem bei einem Unwetter Teile des Kirchendachs zerstört wurden und die Orgel durch eindringendes Wasser schwer beschädigt wurde.

### Sonstiges Kircheninventar

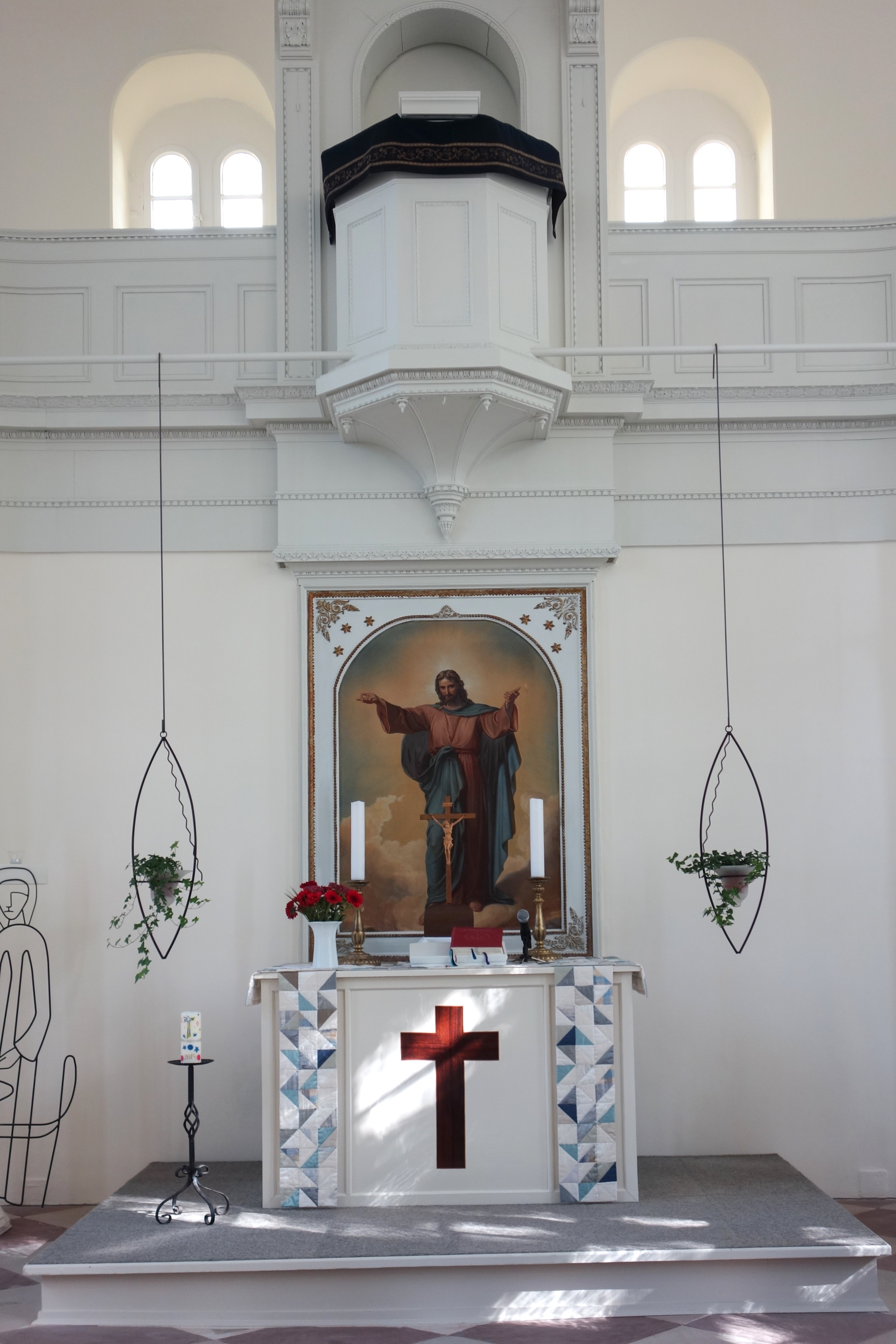
Altar und Kanzel

Aus der alten Kirche sind einige Gerätschaften erhalten, die noch heute genutzt werden. Das älteste Objekte ist ein Abendmahlsteller (Patene) von 1645. Weiter eine Oblatendose (9 cm Durchmesser, 4 cm hoch), die 1699 von der Familie von Garßen gestiftet worden war. Die Rundumschrift lautet „Der Ehre Gottes. Und dem Gebrauch der Oblate haben diese silberne Schachtel stiften wollen D.J.G. Garßen Wittwe und Kinder“, der Deckel zeigt das Wappen der Familie von Garßen und die Jahreszahl 1699. Etwa gleichalt ist der 22 cm hohe Abendmahlskelch, er ist aus Silber und Kupfer und ist innen vergoldet. Dazu wurde 1881 noch eine Abendmahlskanne gestiftet. Das Christusbild, das auch heute noch hinter dem Altar hängt, wurde 1870 der Kirche gespendet, das Taufbecken 1879 und der Kronleuchter 1897.